# سیارک ۸۷۲۴
سیارک ۸۷۲۴ (به انگلیسی: 8724 Junkoehara، نامگذاری:1996SK8) هشت هزار و هفتصد و بیست و چهارمین سیارک کشف شده‌است که در ۱۷ سپتامبر ۱۹۹۶ کشف شد.
قدر مطلق سیارک برابر ۱۹.۵ است.